# Kate O'Flynn
Kate O'Flynn, född 1986, är en brittisk skådespelare.
O'Flynn har bland annat medverkat i filmerna Brexit: The Uncivil War och My Lady Jane samt TV-serien Doctor Thorne.

## Filmografi (i urval)
- 2014 – Mr. Turner
- 2016 – Doctor Thorne (TV-serie)
- 2019 – Brexit: The Uncivil War
- 2024 – My Lady Jane